# Sirens (álbum)
Sirens es el cuarto álbum de estudio de la banda griega de black metal Astarte. Este álbum cuenta con colaboraciones de músicos famosos como Shagrath (Dimmu Borgir) y Sakis Tolis (Rotting Christ).
Un videoclip fue realizado para la canción "Black Mighty Gods".

## Lista de canciones
1. "Dark Infected Circles (Outbreak)" – 4:43
2. "Black Mighty Gods" – 5:11
3. "Lloth" – 4:53
4. "Bitterness Of Mortality (MecomaN)" – 1:00
5. "Deviate" – 3:59
6. "Oceanus Procellarum (Liquid Tomb)" – 5:41
7. "The Ring (Of Sorrow)" – 5:29
8. "Twist, Nail, Torture" – 5:36
9. "Sirens" – 5:05
10. "Underwater Persephone" – 3:33

## Créditos
- Maria "Tristessa" Kolokouri − bajo, voz
- Hybris - guitarra
- Katharsis - teclado
- Ice - batería

### Colaboraciones
- Shagrath de Dimmu Borgir, voces en "The Ring (Of Sorrow)".
- Sakis Tolis de Rotting Christ, voces en "Oceanus Procellarum (Liquid Tomb)".
- Nicolas Sic Maiis de Lloth, voces en "Bitterness Of Mortality (MecomaN)".